# پایگاه هوایی راوتاوارا
پایگاه هوایی راوتاوارا (به انگلیسی: Rautavaara Airfield) (به زبان بومی: Rautavaaran lentokenttä) یک فرودگاه است . این فرودگاه در کشور فنلاند قرار دارد و در ارتفاع ۱۴۵ متری از سطح دریا واقع شده است.